# Rawa Terate
Rawa Terate is een plaats (wijk - kelurahan) in het bestuurlijke gebied Cakung, Jakarta Timur (Oost-Jakarta) in de provincie Jakarta, Indonesië. De plaats telt 29.234 inwoners (volkstelling 2010).